# Сент-Обен-де-Буа (Кальвадос)
Сент-Обе́н-де-Буа́ (фр. Saint-Aubin-des-Bois) — коммуна во Франции, находится в регионе Нижняя Нормандия. Департамент коммуны — Кальвадос. Входит в состав кантона Сен-Севе-Кальвадос. Округ коммуны — Вир.
Код INSEE коммуны — 14559.

## Население
Население коммуны на 2010 год составляло 224 человека.
| 1962 | 1968 | 1975 | 1982 | 1990 | 1999 | 2010 |
| ---- | ---- | ---- | ---- | ---- | ---- | ---- |
| 405  | 351  | 307  | 272  | 230  | 261  | 224  |

## Экономика
В 2010 году среди 130 человек трудоспособного возраста (15—64 лет) 100 были экономически активными, 30 — неактивными (показатель активности — 76,9 %, в 1999 году было 73,6 %). Из 100 активных жителей работали 92 человека (52 мужчины и 40 женщин), безработных было 8 (3 мужчин и 5 женщин). Среди 30 неактивных 10 человек были учениками или студентами, 15 — пенсионерами, 5 были неактивными по другим причинам.